# Сан-Мартинью-де-Ангейра
Сан-Мартинью-де-Ангейра (порт. São Martinho de Angueira, мирандск. San Martino)  —  район (фрегезия) в Португалии,  входит в округ Браганса. Является составной частью муниципалитета  Миранда-ду-Дору. По старому административному делению входил в провинцию Траз-уж-Монтиш и Алту-Дору. Входит в экономико-статистический  субрегион Алту-Траз-уш-Монтеш, который входит в Северный регион. Население составляет 369 человек на 2001 год. Занимает площадь 37,00 км².